# Captation stéréophonique
La captation stéréophonique utilise des dispositions particulières de microphones en vue d'enregistrer et de reproduire un espace sonore en utilisant deux canaux (Son stéréophonique).
La production d'un espace sonore exige que les oreilles reçoivent des signaux sonores différents. Cela peut se faire, soit à l'aide d'écouteurs, soit à l'aide d'au moins deux enceintes. Le cerveau interprète les signaux reçus, de telle sorte que dans un système bien conçu et réalisé, un son peut sembler provenir de n'importe quel point situé entre les enceintes. Pour percevoir la provenance d'un son, le cerveau tient compte de la différence d'intensité perçue à l'oreille gauche et à l'oreille droite, et de la différence de temps d'arrivée des sons entre les deux oreilles.
Les procédés pour créer, avec seulement deux canaux, une illusion d'espace, sont multiples et imparfaits. Les pratiques et les préférences donnent lieu à des discussions qui ne peuvent être tranchées.

## La stéréophonie d'intensité et les couples coïncidents
Ces systèmes utilisent deux micros aussi proches l'un de l'autre que possible ou deux capsules dans un micro qui les combine dans un même boîtier. L'effet stéréophonique joue uniquement sur la différence d'intensité entre le canal gauche et le canal droit. Les signaux gauche et droite n'ont pas de différence de phase : la stéréo est mono-compatible, comme celle obtenue avec les potentiomètres de panoramique d'une console de mixage. En contrepartie, cette technique se prive de l'utilisation de la différence de temps d'arrivée du son entre les deux oreilles pour améliorer l'effet stéréophonique.

### Le système Blumlein
L'ingénieur du son britannique Blumlein proposa une prise de son stéréophonique pour la radiodiffusion dès 1931, à l'aide de deux micros à directivité en 8 placés à 90°. La caractéristique de directivité des micros fait que la réduction en mono est équivalente au son capté par un micro omnidirectionnel (Rayburn 2012, p. 217-221).

### Le système XY

Placement des microphones pour une prise de son XY.

Le système XY est composé d'un couple de microphones cardioïdes dont les capsules, rapprochées le plus possible, sont orientées avec un angle de 90° à 135°, selon la restitution voulue. Avec un angle plus fermé, le centre apparaît plus puissant.
Pour une source sonore située hors de l'axe du couple dans le plan horizontal, un des capteurs cardioïdes sera mieux orienté que le second par rapport à la source et délivrera une tension plus élevée. L'autre microphone atténuera et détimbrera le signal dans une plus ou moins grand proportion.
Ce système a l'avantage d'être compact est peut être intégré dans un seul corps de microphone.
C'est un système mono-compatible, grâce la position des capteurs qui n'induisent aucune différence de temps. Les signaux du microphones de droite et du microphone de gauche peuvent être additionnés pour former un unique signal mono.

### Le système MS

D'origine allemande, MS signifie: Mitte Seite (de) et en Anglais: Middle-Side (en), c'est-à-dire « centre-côtés ».
La radio stéréophonique transmet le signal sous la forme d'un signal monophonique, et d'un signal de différence entre canaux, qui s'ajoute à gauche et se retranche à droite. La prise de son MS utilise le même principe dès la captation. Une capsule cardioïde ou omnidirectionnelle est pointée vers le centre de la scène sonore, une deuxième capsule, à directivité en 8, est placée perpendiculairement aussi près de la première que possible.
Le passage des canaux gauche et droite aux canaux M et S, et inversement, s'effectue par un procédé de somme et différences dit matriçage:
{\displaystyle \mathrm {M=L+R} \,}
{\displaystyle \mathrm {S=L-R} \,}
{\displaystyle \mathrm {M+S=(L+R)+(L-R)=2L} \,}
{\displaystyle \mathrm {M-S=(L+R)-(L-R)=2R} \,}
La profondeur de l'effet stéréo se règle facilement en ajustant l'intensité relative des deux composantes.
Cette technique de prise de son, abandonnée pour la musique à la fin des années 1960, réapparaît vingt ans plus tard, en Europe au début du cinéma stéréo.

## La stéréophonie de phase
La stéréophonie de phase utilise des micros distants l'un de l'autre, ce qui produit une différence de temps d'arrivée des ondes sonores sur chacun des micros, d'où une différence de phase et d'intensité selon la position de la source. Quand on réduit les canaux en mono, les différences de phase peuvent causer des problèmes de coloration (Filtre en peigne).

### Le couple AB

Placement des microphones pour une prise de son stéréo AB

Le système AB utilise deux omnidirectionnels espacés. La sommation peut donner des problèmes de phase, en particulier si les microphones sont très espacés. Les distances sont 25 à 50 cm pour respectivement 180° à 130° d'angle de prise de son. Plus les micros sont espacés, plus l'angle de prise de son diminue. Lorsque les microphones sont trop espacés, un trou apparaît au centre de l'image.
La configuration AB permet une bonne reproduction des basses fréquences ainsi que du champ sonore réverbéré grâce a l’utilisation de micro omnidirectionnel.

### Le Decca tree

Les distances entre les trois micros du Decca tree sont ajustables.

Le Decca tree, inventé par les ingénieurs du son de Decca, est devenu le système le plus usuel. Un troisième microphone central, ajouté à un couple AB, envoyé avec un gain réduit sur les deux canaux, remédie au problème du trou au centre.
Ces trois microphones omnidirectionnels sont fixés sur une réglette graduée en T; la distance entre les micro est ajustée en fonction de la distance à l'orchestre. Les micros le plus souvent utilisés pour ce système sont les Neumann M-50 ou les Schoeps M 201 et Neumann KM 56.

## La stéréophonie mixte
Ces procédés utilisent des microphones espacés et orientés, afin d'obtenir des différences d'intensité et de phase entre les canaux gauche et droit. Ces procédés sont reconnus comme adaptés pour une écoute au casque, mais discutés pour une reproduction sur haut-parleurs. Comme pour la stéréophonie de phase, la réduction en mono peut connaître des problèmes de coloration, limités toutefois aux fréquences supérieures, en raison de l'espacement moindre des micros.

### Le couple ORTF
Le couple ORTF est un système stéréo composé de deux cardioïdes, avec un angle entre les micros de 110° et des espacements entre capsules de 17 cm. Ce système, inventé par Albert Laracine, technicien de l'ORTF, offre un angle d'enregistrement utile de 90° (Ley 1988, p. 97).

### Le couple DIN
Un angle entre les micros de 90° et des espacements de capsules de 20 cm pour le DIN (allemand), qui donne une prédominance aux différences temporelles avec un angle d'enregistrement utile de 100° [réf. souhaitée].

### Le couple NOS
Un angle entre les micros de 90° et des espacements de capsules de 30 cm pour le NOS, qui donne des différences temporelles encore plus présentes avec un angle d'enregistrement utile de 80° [réf. souhaitée].

### Les procédés à tête artificielle
Les micros sont séparés par un baffle ou implantés dans une sphère ou une tête artificielle, à l'emplacement des oreilles. Ces systèmes qui visent à reproduire les signaux effectivement reçus par les oreilles sont particulièrement adaptés pour l'écoute au casque, où ils peuvent être très réalistes. Ils fonctionnent moins bien pour l'écoute sur haut-parleurs. Des systèmes convertissant le délai entre les deux canaux en filtres peuvent convertir leur signal en signal stéréo conventionnel (Rayburn 2012, p. 240).

### Les procédés à tête réelle
Les micros sont séparés par la tête de l'auditeur et placés juste au-dessus des oreilles (sur des branches de lunettes pour exemple) pour une image stéréo réaliste ou en avant des lunettes pour une image plus présente mais moins réaliste et plus éloignée des diffusions et diffractions temporelles générées par la tête.
Contrainte : La tête de l'auditeur doit rester fixe pour ne pas perturber l'image stéréo obtenue [réf. souhaitée].